# Marxa les Borges - Riu Set
La Marxa les Borges - Riu Set és una caminada de resistència no competitiva organitzada pel Centre Excursionista les Borges - Garrigues, que forma part del Circuit Català de Caminades de Resistència (CCCR) de la Federació d'Entitats Excursionistes de Catalunya (FEEC).
La marxa Les Borges-Riu Set, que començà a organitzar el Centre Excursionista les Borges - Garrigues el 2017, amb un itinerari circular, i amb sortida i arribada a Les Borges Blanques, discorre principalment per camins, pistes forestals i corriols de les Garrigues, un itinerari que cal completar en menys de 14 hores. El recorregut té una distància de 56,6 quilòmetres, amb un desnivell positiu de 1.661 metres i un desnivell acumulat de 3.344 metres, ubicat entre una cota mínima de 280 metres i una cota màxima de 658 metres. El traçat recorre un paisatge típicament de secà i passa per alguns dels punts més emblemàtics del nord i el centre de les Garrigues, concretament pels termes municipals de Les Borges Blanques, Juneda, Castelldans, Cervià de les Garrigues i l'Albi).